# Diocesi di Nola

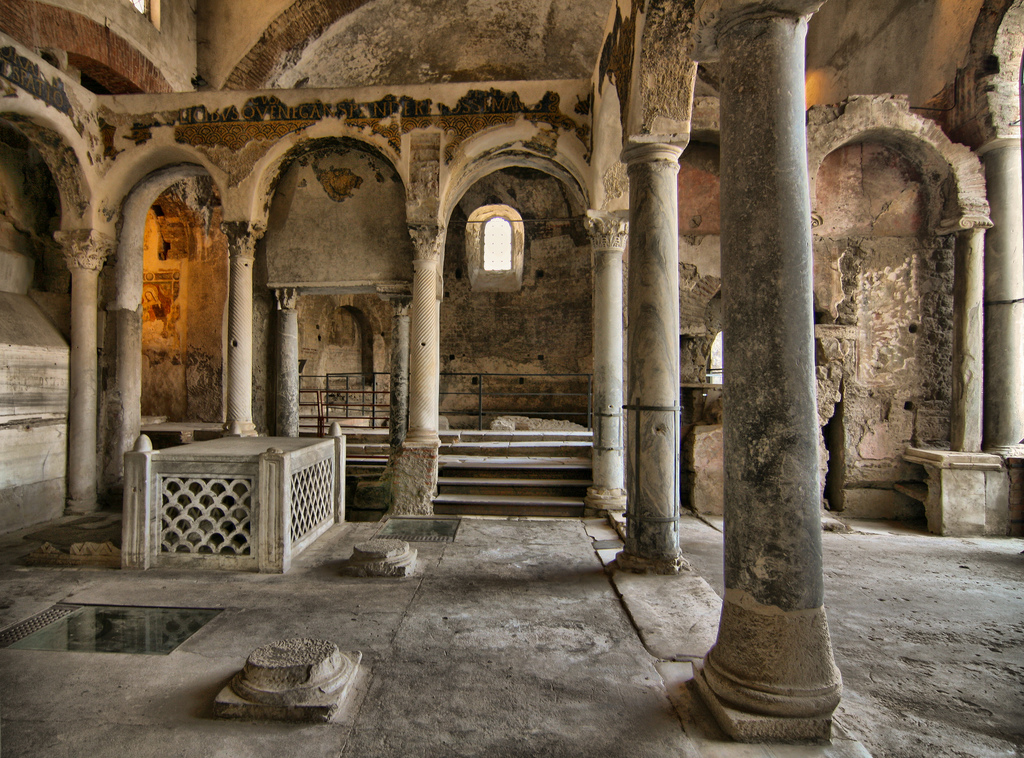
La basilica paleocristiana di Cimitile, con le tombe di san Felice e san Paolino.

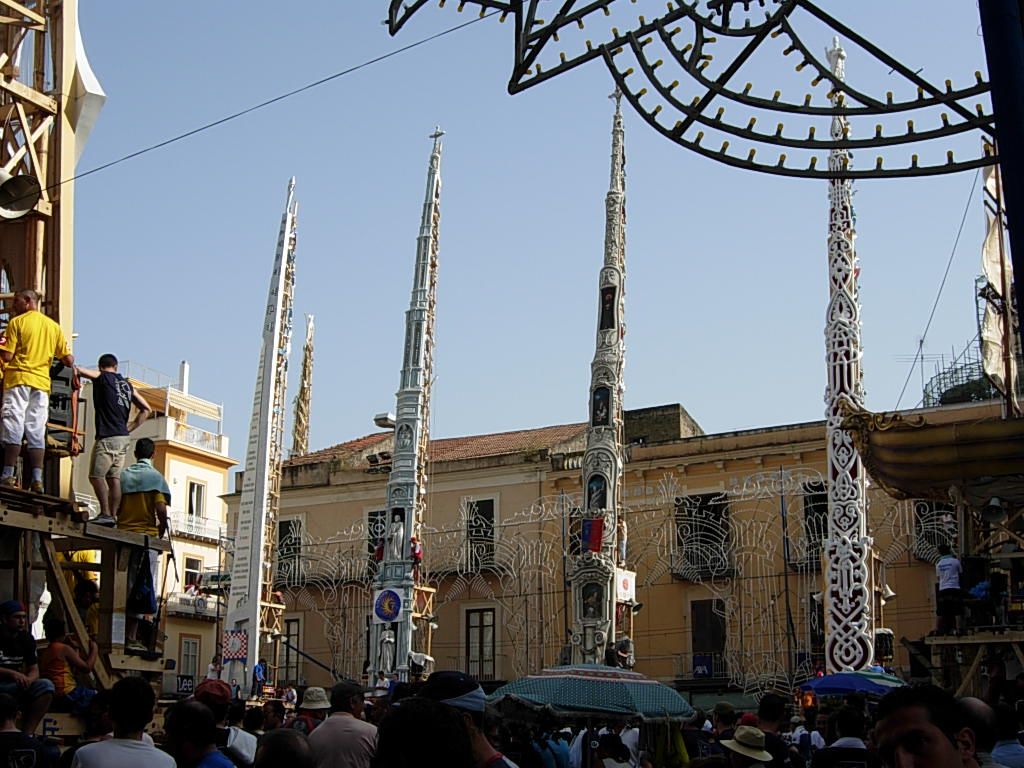
Antica e suggestiva è la festa dei Gigli, celebrata la domenica successiva il 22 giugno in onore di san Paolino a Nola.

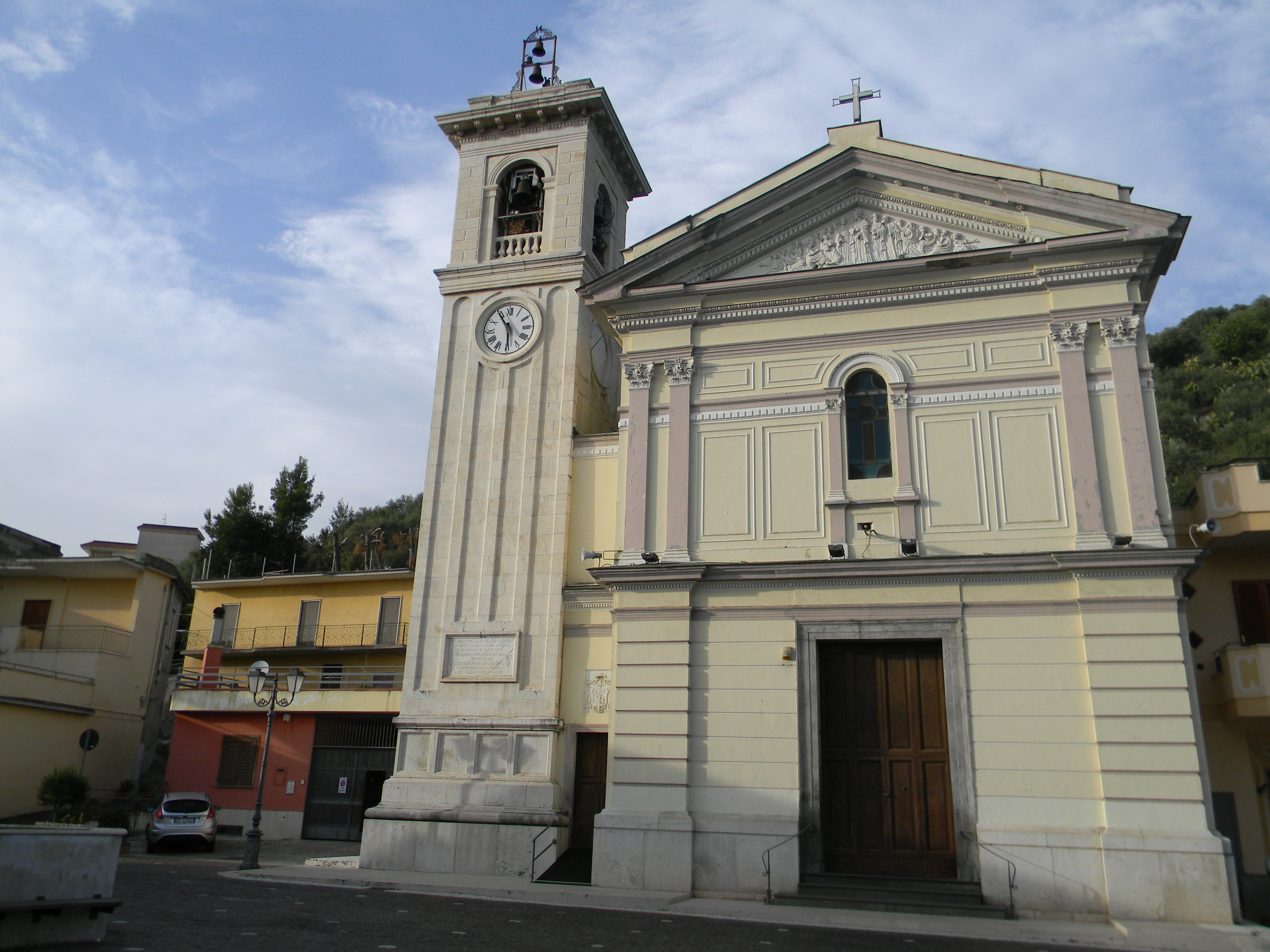
Santuario Sant'Agnello Abate a Roccarainola.

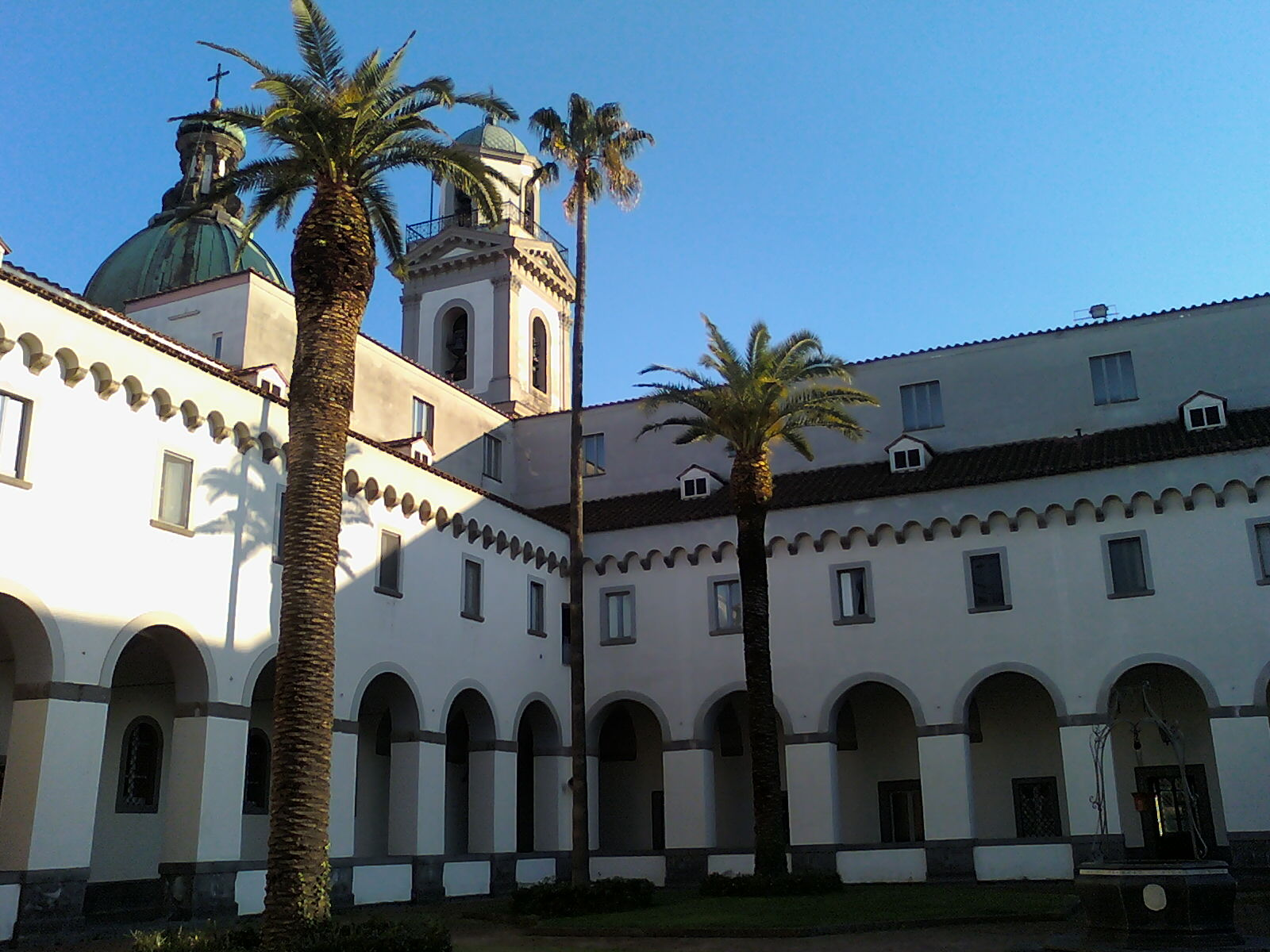
Il chiostro del santuario della Madonna dell'Arco a Sant'Anastasia.

La diocesi di Nola (in latino Dioecesis Nolana) è una sede della Chiesa cattolica in Italia suffraganea dell'arcidiocesi di Napoli appartenente alla regione ecclesiastica Campania. Nel 2023 contava 490.000 battezzati su 518.000 abitanti. È retta dal vescovo Francesco Marino.

## Territorio
La diocesi comprende tutti i comuni del nolano, alcuni comuni dell'entroterra a nord-est di Napoli e del territorio vesuviano interno, e dalla zona costiera si estende fino al Salernitano con Scafati. Dei 45 comuni che appartengono alla giurisdizione spirituale della diocesi, 31 si trovano nella città metropolitana di Napoli, 13 in provincia di Avellino e 1 in provincia di Salerno.
Sede vescovile è Nola, dove si trova la basilica cattedrale dell'Assunzione di Maria Vergine.
Il territorio si estende su 450 km² ed è suddiviso in 115 parrocchie, raggruppate in 8 decanati a loro volta riuniti in 3 zone pastorali:
1. Prima zona pastorale: Avella, Baiano, Camposano, Carbonara di Nola, Casamarciano, Cicciano, Cimitile, Comiziano, Domicella, Lauro, Liveri, Marzano di Nola, Moschiano, Mugnano del Cardinale, Nola, Pago del Vallo di Lauro, Palma Campania, Quadrelle, Quindici, Roccarainola, San Gennaro Vesuviano, San Paolo Bel Sito, Saviano, Sirignano, Sperone, Taurano, Tufino, Visciano;
2. Seconda zona pastorale: Brusciano, Tavernanova (frazione di Casalnuovo di Napoli), Castello di Cisterna, Mariglianella, Marigliano, Pomigliano d'Arco, San Vitaliano, Sant'Anastasia, Scisciano, Somma Vesuviana;
3. Terza zona pastorale: Boscoreale, Ottaviano, Poggiomarino, San Giuseppe Vesuviano, Scafati, Terzigno, Torre Annunziata.

### Santuari
Sono 10 i santuari riconosciuti della diocesi, di cui 2 elevati al rango di basilica minore:
- Santuario della Madonna degli Angeli - Cicciano
- Basilica Santuario di Maria Santissima Consolatrice del Carpinello - Visciano
- Santuario della Madonna dell'Arco - Sant' Anastasia
- Basilica Santuario della Madonna della Neve - Torre Annunziata
- Santuario della Madonna della Speranza - Marigliano
- Santuario di Maria Santissima Liberatrice dai Flagelli - Boscoreale
- Santuario di San Giuseppe - San Giuseppe Vesuviano
- Santuario di Sant'Agnello Abate - Roccarainola
- Santuario di Santa Filomena - Mugnano del Cardinale
- Santuario di Santa Maria a Parete - Liveri

### Istituti religiosi

#### Istituti religiosi maschili
- Missionari della Divina Redenzione
- Ordine della Santissima Trinità
- Servi di Maria
- Ordine dei frati minori
- Ordine dei frati minori conventuali
- Ordine dei frati minori cappuccini
- Ordine dei frati predicatori
- Società salesiana di San Giovanni Bosco
- Missionari di Villaregia
- Congregazione di San Giuseppe

#### Istituti religiosi femminili
- Suore francescane alcantarine
- Figlie di Nostra Signora del Sacro Cuore
- Suore domenicane di Santa Maria dell'Arco
- Figlie della carità di San Vincenzo de' Paoli
- Suore della riparazione
- Piccole apostole della Redenzione
- Figlie della carità
- Figlie di Sant'Anna
- Suore murialdine di San Giuseppe
- Suore francescane missionarie di Assisi
- Suore francescane del Verolino
- Suore trinitarie
- Sorelle dei poveri di Santa Caterina da Siena
- Suore della carità di Santa Giovanna Antida Thouret
- Figlie di Maria Ausiliatrice
- Religiose francescane di Sant'Antonio
- Suore francescane adoratrici della Santa Croce
- Povere figlie della Visitazione di Maria Santissima
- Suore dei Sacri Cuori e dell'adorazione perpetua del Santissimo Sacramento
- Suore di San Giuseppe di Pinerolo
- Suore di Maria Santissima Consolatrice
- Suore di Santa Maria Francesca delle Cinque Piaghe
- Suore vittime espiatrici di Gesù Sacramentato
- Suore catechiste del Sacro Cuore
- Suore dell'apostolato cattolico
- Piccole ancelle di Cristo Re
- Suore francescane elisabettine

## Storia
La tradizione fonda l'origine della diocesi di Nola nel I secolo con il protovescovo san Felice, cui segue una lunga serie di vescovi, frutto per lo più di errate interpretazioni di manufatti archeologici. È presumibile invece che la diocesi sia sorta tra la fine del II secolo e l'inizio del III: i vescovi san Massimo e san Quinto sono i primi vescovi di cui si abbia notizia documentata e sicura, nella seconda metà del III secolo.
Il vescovo «che domina l'antichità cristiana di Nola» è san Paolino, l'uomo che «nella sua opera letteraria e nella sua vita pastorale è riuscito a coniugare in modo egregio il complesso e variegato mondo classico, che aveva animato e consolidato la sua formazione giovanile, con l'ideale ascetico e monastico del convertito al cristianesimo. La stessa città di Nola rifulse della gloria del suo vescovo e divenne un autentico crocevia dello spirito». Si deve a Paolino la diffusione del culto del presbitero san Felice e la trasformazione del cimitero dove era sepolto (Cimitile) in un monumentale santuario.
Molti dei successori di Paolino si fecero inumare nei pressi della tomba del santo; le ricerche e le scoperte archeologiche ed epigrafiche hanno riportato alla luce gli epitaffi dei vescovi Paolino II, Felice II, Teodosio, Prisco, Musonio, Senato, Aureliano, Lupeno e Leone III; questi due ultimi vescovi contribuirono al rinnovamento e all'ingrandimento nel IX secolo del complesso basilicale di Cimitile, che dai tempi di Paolino era la sede dei vescovi. Altri prelati sono noti dagli epistolari dei pontefici: Sereno, documentato nelle lettere di papa Gelasio I; Giovanni II, menzionato in quelle di papa Pelagio II; e Gaudenzio, noto dall'epistolario di papa Gregorio Magno. Altri vescovi nolani presero parte a sinodi o concili dell'antichità: Sereno prese parte ai sinodi romani indetti da papa Simmaco; Leone I, appena eletto, partecipò al concilio indetto dal patriarca Mena di Costantinopoli nel 536; Aurelio (forse lo stesso Aureliano noto per il suo epitaffio) fu tra i padri del sinodo romano del 680.
Dibattuta fu l'appartenenza di Nola a una provincia ecclesiastica, essendo la diocesi contesa fra le sedi metropolitane di Benevento, di Salerno e di Napoli. Con un rescritto del 1100 circa, papa Pasquale II assegnò la diocesi di Nola alla provincia ecclesiastica di Salerno; nel 1143 il vescovo Bartolomeo prese parte al concilio provinciale indetto dal metropolita Guglielmo di Salerno. Tuttavia, in un privilegio concesso al metropolita Romualdo nel 1169, Nola non è più menzionata fra le suffraganee di Salerno. Nel concilio lateranense del 1179, il vescovo nolano Bernardo si trova documentato tra i suffraganei dell'arcivescovo di Napoli, alla cui provincia ecclesiastica Nola resterà per sempre legata, fino ad oggi.
In una bolla di papa Innocenzo III del 1215 vengono elencati i possedimenti sotto la giurisdizione del vescovo Pietro II, attraverso i quali si possono definire i confini della diocesi nel XIII secolo che dimostrano «la convergenza con quelli attuali e con quelli riprodotti in un'oleografia del XVII secolo conservata nel museo diocesano».
Durante il dominio dei conti Orsini (1290-1533), la città visse un periodo di rinascita, distinguendosi nel campo delle arti e della cultura. In questo periodo sorsero in città e nella vasta diocesi numerose chiese e monasteri; e altrettanto numerosi furono gli ordini le istituzioni religiose che vennero a stabilirsi nel territorio diocesano.
Al termine del XIV secolo il vescovo Francesco Scaccano ottenne il trasferimento della cattedrale dal complesso di Cimitile al centro della città; e diede avvio ai lavori di costruzione della nuova cattedrale, sulla tomba del protovescovo san Felice. La cattedrale nel 1582; ricostruita, fu riaperta al culto nel 1594. Nel rovente clima post-unitario, la cattedrale subì uno spaventoso incendio doloso (1861), che causò la sua completa distruzione; il nuovo edificio fu consacrato ed aperto al culto solo nel 1909.
Il vescovo Antonio Scarampo, subito dopo il suo ritorno dal concilio di Trento, istituì il seminario diocesano, che affidò alla Compagnia di Gesù. Nel 1754 il seminario, su iniziativa del vescovo Troiano Caracciolo Del Sole, fu trasferito in un nuovo edificio monumentale e provvisto di biblioteca e museo. Vi si conserva il Cippus Abellanus, un'antica iscrizione in lingua osca.
Il 20 marzo 1926 il santuario della Beata Vergine del Rosario di Pompei, fino a quel momento dipendente dai vescovi nolani, divenne prelatura nullius dioecesis, ossia non più sottomessa ad alcuna diocesi, ma dipendente direttamente dalla Santa Sede che vi nomina un arcivescovo prelato. Nel 1935 furono definiti i confini della prelatura con territorio dismembrato da quello delle diocesi di Nola e di Castellammare di Stabia.
Il vescovo Guerino Grimaldi promosse il Centro di studi paoliniani, rifondò la biblioteca del seminario e fece riordinare l'archivio storico della diocesi. L'11 marzo 2000 il vescovo Beniamino Depalma ha inaugurato il museo diocesano, che «conserva collezioni di natura differente, ognuna rappresentativa di aspetti salienti della secolare storia della Diocesi».
A Nola in giugno si tiene da secoli la festa dei Gigli per celebrare il ritorno in città di san Paolino.

## Cronotassi dei vescovi
Si omettono i periodi di sede vacante non superiori ai 2 anni o non storicamente accertati.

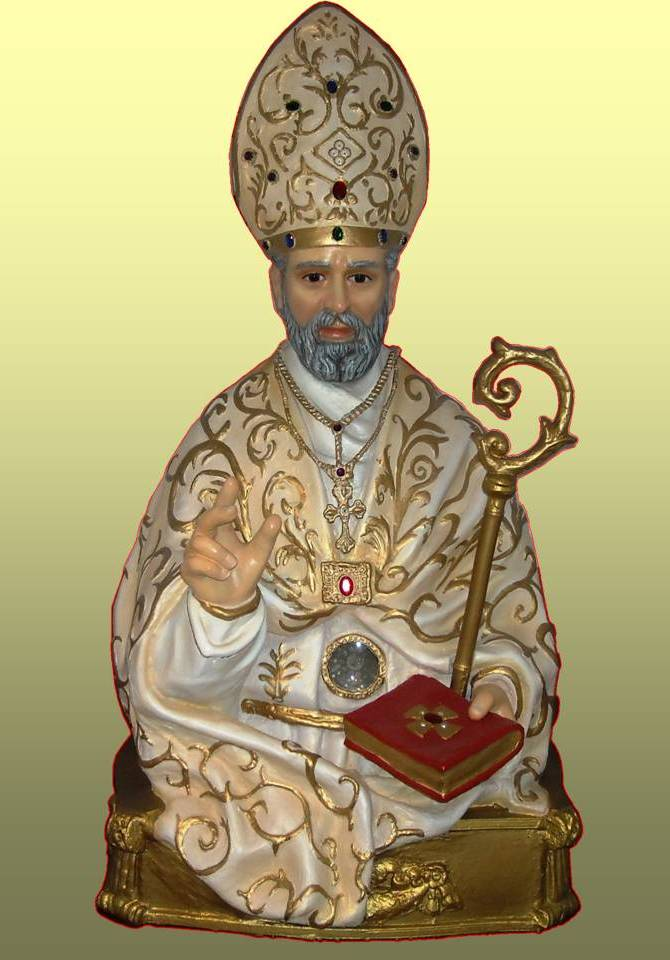
Statua in cartapesta di san Paolino.

Le tradizionali cronotassi dei vescovi di Nola sono state mirabilmente sintetizzate nei tre volumi Della nolana ecclesiastica storia da Gianstefano Remondini (1747-1757), definito da Kehr auctor de historia Nolana optime meritus. La presente cronotassi riporta l'elenco tradizionale, con le indicazioni delle recenti acquisizioni dovute agli studi di agiografia, archeologia ed epigrafia.
- San Felice † (seconda metà del I secolo)

San Massimo †
San Quinto †
San Calione †
Anonimo †
Sant'Aureliano †
San Rufo †
San Lorenzo †
San Patrizio †
San Prisco †
San Gorgonio †
Quodvultdeus †
- San Massimo † (seconda metà del III secolo)
- San Quinto † (seconda metà del III secolo)
- Paolo † (prima del 403 - circa 409 deceduto)
- San Paolino I † (circa 409 - 22 giugno 431 deceduto)
- San Paolino II (detto Paolino iuniore) † (431 - 10 settembre 442 deceduto)

San Deodato o Adeodato †
- San Felice II † (? - 9 febbraio 484 deceduto)
- Giovanni I Talaja † (circa 484 - ?)[19]
- Teodosio † (? - 7 dicembre 490 deceduto)
- Sereno † (prima del 494 - dopo il 501)

Benigno †
Sereno II †
- Prisco † (? - 25 febbraio 523 deceduto)[21]

San Paolino III †
- Musonio † (? - 19 settembre 535 deceduto)[23]
- Leone I † (circa 535 - dopo il 540/547 deceduto)[24]
- Giovanni II † (all'epoca di papa Pelagio II)[25]
- Senato † (VI secolo)[26]

Basilio †
- Gaudenzio † (prima del 594 - dopo il 595)
- Leone II † (epoca incerta)[28]
- Damaso †
- Aurelio (o Aureliano) † (menzionato nel 680)[29]

Leone III †
- Bernardo I †
- Pietro I †
- Lupeno o Lupino † (VIII secolo)[31]
- Landone I †
- Giacomo I †[32]
- Giovanni II †
- Leone III † (prima dell'896 - dopo il 911)[33]
- Giovanni III † (prima del 940 - dopo il 948)[34]
- Stefano † (prima del 965 circa - dopo il 28 novembre 973)
- Sisto † (menzionato nel 986 circa)
- Sassone † (circa 1080 - dopo il 1093)
- Guglielmo † (prima del 1105 - dopo il 17 novembre 1123)
- Pagano † (menzionato nel gennaio 1136)
- Bartolomeo † (menzionato nel dicembre 1143)
- Roberto † (1158[35] - circa 1173 dimesso)
- Ruffino † (circa 1173 - 1175 dimesso)
- Bernardo † (1175 - dopo il 1190)
- Marino † (menzionato nel 1202)[36]
- Pietro II † (prima del 1215 - 1225 deceduto)
- Marco Perrone † (1225 - dopo marzo 1236)
- Pietro III † (dicembre 1239 - dopo il 1256)
- Giovanni † (prima del 1261 - dopo il 1286 deceduto)[37]
  - Francesco Fontana † (29 gennaio 1289 - 23 agosto 1296 nominato arcivescovo di Milano) (amministratore apostolico)
  - Pietro Gerra † (23 agosto 1296 - 6 gennaio 1298 nominato arcivescovo di Capua) (amministratore apostolico)
- Landone II † (22 aprile 1298 - 1304)
- Antonio Carafa † (menzionato nel 1305)
- Eligio † (menzionato nel 1310)
- Giacomo II † (14 maggio 1311 - ? deceduto)
- Pietro Sparano da San Severo † (6 settembre 1328 - dopo il 6 settembre 1331 deceduto)
- Nicolò de Acerno † (22 ottobre 1331 - 1340 deceduto)
- Ligo di Orvieto † (6 novembre 1340 - 1349 deceduto)
- Nicola d'Offerio † (19 gennaio 1349 - 1349 deceduto)
- Francesco Rufolo † (25 maggio 1349 - 5 luglio 1370 deceduto)
- Francesco Scaccano † (21 giugno 1370 - 15 luglio 1400 deceduto)[38]
- Flaminio Minutolo † (26 luglio 1400 - 1442 deceduto)
- Leone de Simone † (23 marzo 1442 - luglio 1469 deceduto)
- Giannantonio Boccarelli † (9 agosto 1469 - dopo il 1º giugno 1475 deceduto)
- Marco Vigerio, O.F.M. † (giugno o luglio 1475 - 1475 dimesso)
- Orlando Orsini † (15 dicembre 1475 - 1503 deceduto)
- Gianfrancesco Bruno † (4 luglio 1505 - 1549 deceduto)
- Antonio Scarampi † (1549 succeduto - 9 marzo 1569 nominato vescovo di Lodi)
- Filippo Spinola † (9 marzo 1569 - 1º luglio 1585 dimesso)
- Fabrizio Gallo † (1º luglio 1585 - 5 novembre 1614 deceduto)
- Giovanni Battista Lancellotti † (26 gennaio 1615 - 23 luglio 1656 deceduto)
- Francesco Gonzaga, C.R. † (18 dicembre 1657 - 18 dicembre 1673 deceduto)
- Filippo Cesarini † (12 marzo 1674 - 6 luglio 1683 deceduto)
- Francesco Maria Moles, C.R. † (10 gennaio 1684 - gennaio 1695 dimesso)
- Daniele Scoppa, O.F.M. † (16 maggio 1695 - 13 maggio 1703 deceduto)
- Francesco M. Carafa † (7 aprile 1704 - 6 gennaio 1737 deceduto)
- Troiano Caracciolo Del Sole † (27 gennaio 1738 - 15 febbraio 1764 deceduto)
- Nicola Sánchez de Luna † (9 aprile 1764 - 23 aprile 1768 deceduto)
- Filippo Lopez y Royo, C.R. † (16 maggio 1768 - 17 giugno 1793 nominato arcivescovo di Palermo e Monreale)
  - Sede vacante (1793-1798)
- Giovanni Vincenzo Monforte † (29 gennaio 1798 - 24 maggio 1802 nominato arcivescovo di Napoli)
  - Sede vacante (1802-1804)
- Vincenzo Torrusio † (29 ottobre 1804 - 24 marzo 1823 deceduto)
- Nicola Coppola † (17 novembre 1823 - 14 aprile 1828 deceduto)
- Gennaro Pasca † (23 giugno 1828 - 9 febbraio 1855 deceduto)
- Giuseppe Formisano † (28 settembre 1855 - 7 gennaio 1890 deceduto)
- Agnello Renzullo † (23 giugno 1890 - 11 aprile 1924 dimesso[39])[40]
- Egisto Domenico Melchiori † (11 aprile 1924 - 5 dicembre 1934 nominato vescovo di Tortona)
- Michele Raffaele Camerlengo, O.F.M. † (5 maggio 1935 - 9 settembre 1951 deceduto)
- Adolfo Binni † (14 febbraio 1952 - 7 gennaio 1971 deceduto)
- Guerino Grimaldi † (19 marzo 1971 - 2 luglio 1982 nominato arcivescovo coadiutore di Salerno e vescovo coadiutore di Campagna)
- Giuseppe Costanzo (6 agosto 1982 - 7 dicembre 1989 nominato arcivescovo di Siracusa)
- Umberto Tramma † (23 giugno 1990 - 25 marzo 1999 nominato segretario aggiunto del Pontificio consiglio per i testi legislativi)
- Beniamino Depalma, C.M. (15 luglio 1999 - 11 novembre 2016 ritirato)
- Francesco Marino, dall'11 novembre 2016

## Statistiche
La diocesi nel 2023 su una popolazione di 518.000 persone contava 490.000 battezzati, corrispondenti al 94,6% del totale.
| anno | popolazione | popolazione | popolazione | presbiteri | presbiteri | presbiteri | presbiteri                | diaconi | religiosi | religiosi | parrocchie |
| anno | battezzati  | totale      | %           | numero     | secolari   | regolari   | battezzati per presbitero | diaconi | uomini    | donne     | parrocchie |
| ---- | ----------- | ----------- | ----------- | ---------- | ---------- | ---------- | ------------------------- | ------- | --------- | --------- | ---------- |
| 1950 | 250.000     | 260.000     | 96,2        | 365        | 265        | 100        | 684                       |         | 58        | 170       | 111        |
| 1969 | 365.000     | 370.300     | 98,6        | 283        | 188        | 95         | 1.289                     |         | 137       | 680       | 124        |
| 1980 | 480.000     | 489.646     | 98,0        | 264        | 181        | 83         | 1.818                     | 2       | 115       | 647       | 127        |
| 1990 | 512.000     | 524.000     | 97,7        | 253        | 154        | 99         | 2.023                     | 3       | 139       | 535       | 114        |
| 1994 | 471.000     | 473.000     | 99,6        | 239        | 147        | 92         | 1.970                     | 6       | 117       | 521       | 115        |
| 2001 | 471.000     | 473.000     | 99,6        | 239        | 147        | 92         | 1.970                     | 6       | 117       | 521       | 115        |
| 2002 | 496.000     | 515.000     | 96,3        | 227        | 147        | 80         | 2.185                     | 18      | 128       | 428       | 115        |
| 2003 | 500.000     | 520.700     | 96,0        | 221        | 144        | 77         | 2.262                     | 21      | 167       | 398       | 115        |
| 2004 | 502.000     | 523.900     | 95,8        | 219        | 141        | 78         | 2.292                     | 21      | 164       | 389       | 115        |
| 2010 | 500.000     | 525.000     | 95,2        | 222        | 144        | 78         | 2.252                     | 23      | 116       | 360       | 115        |
| 2016 | 500.000     | 525.000     | 95,2        | 225        | 145        | 80         | 2.222                     | 21      | 115       | 356       | 115        |
| 2019 | 500.000     | 528.000     | 94,7        | 219        | 138        | 81         | 2.283                     | 28      | 118       | 340       | 115        |
| 2021 | 494.000     | 521.730     | 94,7        | 218        | 137        | 81         | 2.266                     | 28      | 118       | 340       | 115        |
| 2023 | 490.000     | 518.000     | 94,6        | 218        | 136        | 82         | 2.247                     | 28      | 118       | 340       | 115        |